# Flughafenregion Zürich
Flughafenregion Zürich ist ein Begriff für die Wirtschaftsregion rund um den Flughafen Zürich, er dient etwa dem Standortmarketing dort.
Zur Flughafenregion Zürich zählen rund 25 Städte und Gemeinden des Kantons Zürich mit über 250'000 Einwohnern. Viele dieser Gemeinden gehören geografisch dem Glattal an, zu dem auch einige Quartiere der Stadt Zürich gezählt werden (Oerlikon, Seebach, Affoltern, Hirzenbach, Saatlen und Schwamendingen Mitte). Die Flughafenregion Zürich im weiteren Sinne umfasst jedoch einen viel grösseren Radius mit mehr als zwei Millionen Einwohnern (siehe auch: Metropolregion Zürich).
In der näheren Flughafenregion Zürich wurden viele Bauprojekte von überregionaler Bedeutung realisiert, andere sind in Planung. In Dübendorf wurde Mitte 2019 das höchste Hochhaus für Mietwohnungen in der Schweiz bezogen (JaBee Tower). In den Jahren 2020 und 2021 entstand beim Flughafen Zürich ein Dienstleistungs- und Gesundheitszentrum mit Hotels mit über 6'000 Arbeitsplätzen (The Circle). Architekt dieser Grossüberbauung ist der Japaner Riken Yamamoto. Teil des Projekts ist eine Grünanlage in der Grösse von 80'000 Quadratmetern.
Auch Datencenters werden angesiedelt. Zwischen 2019 und 2023 sollen laut Ankündigung in der Flughafenregion Zürich Rechenzentren im Wert von über einer Milliarden Franken gebaut werden. Zu den Investoren gehören Green Datacenter AG, Interxion, NTT Data und Equinix. Ihre grössten Kunden sind Google, Microsoft und Amazon Web Services. Der Grossraum Zürich gehört mittlerweile europaweit zu den wichtigsten Datacenter-Hubs, nach London, Frankfurt, Paris, Amsterdam, Dublin und Berlin.
Das Gewerbegebiet Innovationspark Zürich, Teil des Schweizerischen Innovationsparks, soll Forschung und Wirtschaft verbinden. Standort ist Dübendorf; in dieser Gemeinde ist bereits der ETH-Bereich Eidgenössische Materialprüfungs- und Forschungsanstalt (Empa) angesiedelt. Verantwortlich für den Aufbau und den Betrieb ist die Stiftung Innovationspark Zürich. Sie wurde im September 2015 vom Kanton Zürich, der Eidgenössischen Technischen Hochschule Zürich (ETHZ) und der Zürcher Kantonalbank (ZKB) gegründet.
«FRZ Flughafenregion Zürich» (FRZ) heisst die Organisation, die von der Wirtschaft sowie Gemeinden und Städten getragen wird. Sie soll der Standortentwicklung im Wirtschaftsraum dienen. FRZ wurde 2011 als Verein gegründet und zählt rund 800 Mitglieder. Präsident des Vereinsvorstands ist André Ingold (Stadtpräsident Dübendorf). FRZ kooperiert mit anderen lokalen, regionalen, kantonalen und nationalen Standortförderungs-Institutionen. Dazu gehören unter anderem Switzerland Global Enterprise (S-GE) und Greater Zurich Area (GZA).
Folgende 14 Städte und Gemeinden mit über 145‘000 Beschäftigten haben sich formell der Organisation FRZ Flughafenregion Zürich angeschlossen: Bachenbülach, Bassersdorf, Bülach, Dietlikon, Dübendorf, Kloten, Nürensdorf, Oberglatt, Opfikon, Rümlang, Volketswil, Wallisellen, Wangen-Brüttisellen und Winkel. Den Hauptsitz in der Flughafenregion Zürich haben Swissport International (Glattbrugg), Gategroup (Kloten), Dormakaba (Rümlang), SV Group (Dübendorf), SR Technics (Kloten), Hotelplan (Glattbrugg), Hewlett-Packard Schweiz (Dübendorf), Flughafen Zürich AG (Kloten), Jumbo Baumarkt (Dietlikon), UPC Schweiz (Wallisellen), Coca-Cola HBC Schweiz (Brüttisellen), Edelweiss Air (Kloten), CSC Schweiz (Dübendorf), Canon Schweiz (Wallisellen), Qualipet (Dietlikon), Gamma Renax (Dübendorf), Infosys Consulting (Kloten), Microsoft Schweiz (Wallisellen), Ricoh Schweiz (Wallisellen), Tchibo Schweiz (Wallisellen) und Vifor Pharma (Glattbrugg).
Die börsennotierte Flughafen Zürich AG ist Betreiberin des Flughafens Zürich. Die insgesamt rund 280 Unternehmen am Flughafen Zürich beschäftigen 27‘000 Mitarbeitende generieren eine jährliche Wertschöpfung von 5 Milliarden Franken. Das Flughafengelände liegt nördlich der Stadt Zürich auf dem Gemeindegebiet von Kloten. Das Flughafenareal erstreckt sich darüber hinaus auf die Gemeinden Opfikon, Rümlang, Oberglatt und Winkel. Die Region mit überdurchschnittlich starkem Bevölkerungswachstum ist nicht nur Verkehrsknotenpunkt, sondern ebenso bekannt als Standort großer Shoppingcenter wie dem Glattzentrum in Wallisellen und dem Airport Zurich Shopping. Dies kontrastiert mit den ausgedehnten Naherholungsgebieten, die teils unter Naturschutz stehen.